# 7 Ochotnicza Dywizja Górska SS „Prinz Eugen”

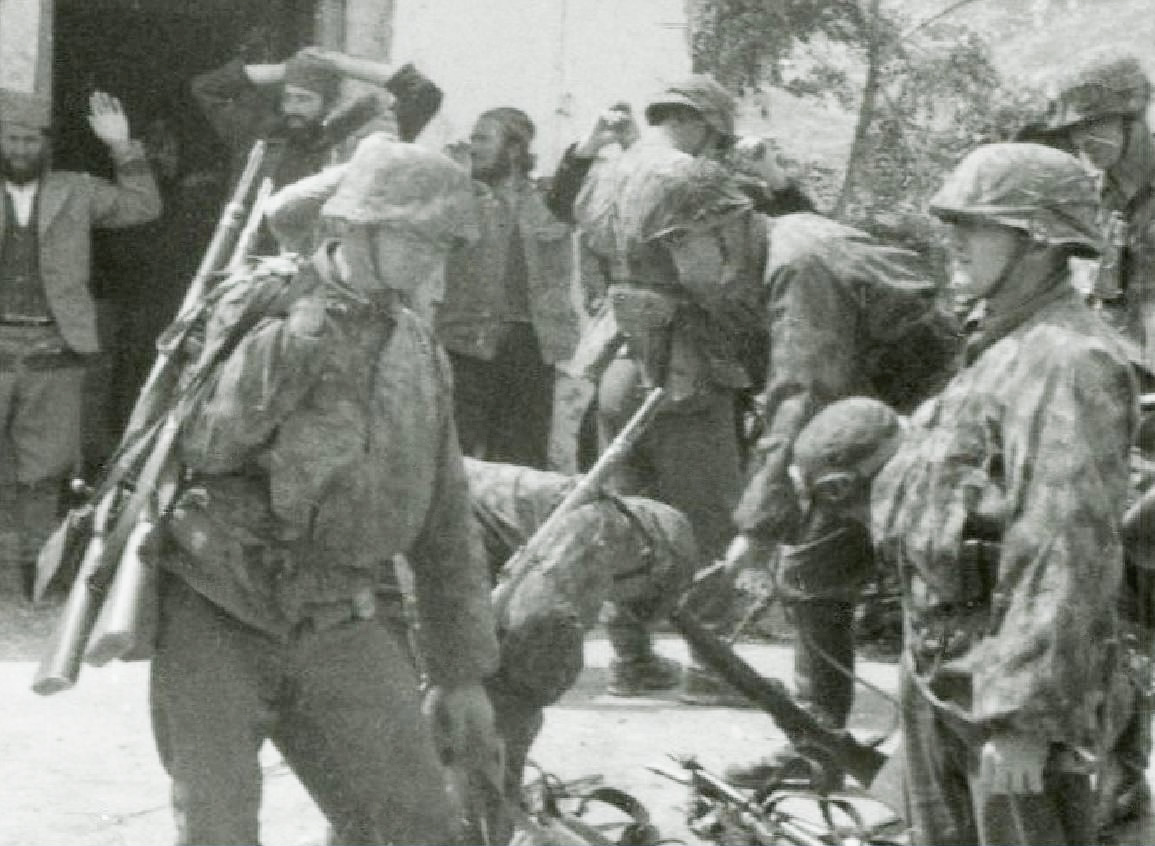
Żołnierze 7. Ochotniczej Dywizji Górskiej SS „Prinz Eugen podczas walk z partyzantami w Jugosławii (1943)

7 Ochotnicza Dywizja Górska SS „Prinz Eugen” − niemiecka dywizja Waffen-SS utworzona w marcu 1942, w czasie okupacji Jugosławii wykazała się m.in. barbarzyństwem wobec ludności cywilnej. 

## Historia
Utworzona w lutym 1942, służyli w niej głównie Niemcy z terenu Banatu. Jej patronem był feldmarszałek austriacki Eugeniusz Sabaudzki (niem. Prinz Eugen von Savoyen).
Początkowo miała być złożona z Niemców z Banatu, Chorwacji i Siedmiogrodu. W październiku 1942 dywizję skierowano do walki z partyzantką jugosłowiańską. Ze względu na niewystarczającą liczbę ochotników jednostkę uzupełniano z poboru i dodano do niej Serbów, Rumunów, Węgrów oraz Chorwatów. Do stycznia 1944 z Banatu i Serbii powołano około 22 000 żołnierzy, Była dobrze wyposażona, głównie w sprzęt i broń zdobyty w Czechach, Polsce, Francji i Jugosławii. Przez cały okres swego istnienia zajmowała się zwalczaniem partyzantki w Jugosławii, dokonując przy tym licznych grabieży i mordów na ludności cywilnej.
W 1943 wzięła udział w dwóch wielkich bitwach przeciwko Narodowej Armii Wyzwolenia Jugosławii Tity − bitwie nad Neretwą i bitwie nad Sutjeską. W październiku 1944 dywizja po raz pierwszy zetknęła się z Armią Czerwoną, której stawiała czoła do maja 1945. Skapitulowała w Słowenii w okolicach miasta Kranj. .
Części etnicznych Niemców udało się uciec do Austrii, ale część została schwytana przez jednostki partyzanckie. 22 maja 1945 prawdopodobnie 2000 Niemców naddunajskich z „Prinz Eugen” zostało rozstrzelanych przez partyzantów niedaleko Brežic.

## Dowódcy dywizji
- SS-Brigadeführer/Gruppenführer Artur Phleps (30 styczeń 1942 – czerwiec 1943)
- SS-Brigadeführer Karl von Oberkamp (3.07.1943 – 30.01.1944)
- SS-Brigadeführer Otto Kumm (30.01.1944 - 20.01.1945)
- SS-Brigadeführer August Schmidthuber (20.01.1945 – 8.05.1945)

## Struktura organizacyjna
- 13 Ochotniczy Pułk Strzelców Górskich SS "Artur Phelps"
- 14 Ochotniczy Pułk Strzelców Górskich SS "Skanderbeg"
- 7 Ochotniczy Pułk Artylerii Górskiej SS
- 7 Batalion Pancerny
- 7 Górski Batalion Niszczycieli Czołgów SS
- 7 Dywizjon Kawalerii SS
- 7 Batalion Dział Szturmowych SS
- 7 Batalion Artylerii Przeciwlotniczej SS
- 7 Górski Batalion Łączności SS
- 7 Ochotniczy Górski Batalion Rozpoznawczy SS
- 7 Batalion Pionierów Górskich SS
- mniejsze oddziały dywizyjne takie jak batalion cyklistów, rozpoznawczy oddział cyklistów, oddział gospodarczy, sanitarny, propagandowy, żandarmerii, weterynarii itp.